# 預言者エレミヤ (ミケランジェロ)
『預言者エレミヤ』（よげんしゃエレミヤ、伊: Il profeta Geremia, 英: The Prophet Jeremiah）は、盛期ルネサンスのイタリアの巨匠ミケランジェロ・ブオナローティが1511年に制作した絵画である。フレスコ画。『旧約聖書』「エレミヤ書」に登場する預言者エレミヤを主題としている。ローマ教皇ユリウス2世の委託によって、ローマのバチカン宮殿内に建築されたシスティーナ礼拝堂の天井画の一部として描かれた。天井画の中心部分は9つのベイに区分され、主題は『旧約聖書』「創世記」から大きく3つのテーマ、9つの場面がとられた。本作品は第1のベイに『光と闇の分離』（La Separazione della terra dalle acque）の右側に『リビアの巫女』（La Sibilla Libica）と向かい合って描かれた。

## 主題
預言者エレミヤはエゼキエル、イザヤ、ダニエルとともに『旧約聖書』の「四大預言者」の1人で、「エレミヤ書」の著者とされる。エレミヤは南部のベニヤミン族の地アナトテに祭司の1人ヒルキヤの子として生まれた。預言者としての活動は長く、ヨシヤ王の13年（前626年）からユダ王国最後の王ゼデキヤの11年までの約41年間にわたる。中央集権化が進むユダヤ教に対して宗教の本質を説き、また北方から災厄が訪れることを警告した。しかし人々はエレミヤを嘲笑し、捕縛、鞭で打ち、エレミヤが投獄された後にユダ王国はネブカドネザル2世によって滅ぼされ、エルサレム神殿は破壊されることとなった。その後、脱出したエレミヤは最終的にエジプトで死去した。「エレミヤ書」とともに作者とされる「哀歌」は繊細かつ情熱的な感性を備えた抒情詩として知られ、ユダ王国滅亡前後の苦悩と自らの思想を歌っている。

## 作品
ミケランジェロは天井画の最も高い場所に配置された『旧約聖書』の場面を囲むように、その下方に7人の預言者と5人の巫女（シビュラ）を交互に配置した。これらの預言者と巫女は天井画の人物像の中で最も巨大なサイズを与えられている。第1のベイは「創世記」の天地創造における初日の出来事を描いた『光と闇の分離』を中心として『預言者エレミヤ』と『リビアの巫女』が配置された。
ミケランジェロは預言者エレミヤを沈思黙考する老人として描いた。エレミヤは肩を落とした様子で椅子にぐったりと座り込み、右膝の上に肘をつきながら俯いた頭部を支えている。エレミヤが見下ろす視線の先には礼拝堂内に置かれた教皇の玉座があり、口を右手で覆った姿は悲嘆に打ちひしがれているように見え、その表情は明らかに暗く、何かについて深く考え込んでいる。エレミヤの傍らにある小さな巻物には「哀歌」の最初に出てくる言葉「ALEF」が記されており、エレミヤがエルサレムの破壊について瞑想していることは疑いない。美術史家シャルル・ド・トルナイによるとエレミヤは神性について瞑想している。ミケランジェロの預言者像は、通常は2人の裸のプットーをともなうが、本作品ではプットーではなく衣服を着た2人の女性像がエレミヤの背後に立っている。彼女たちはおそらく北イスラエル王国とユダ王国の擬人像であり、祭壇から目をそらせたその表情は深い哀悼を示している。トルナイは彼女たちが喪服を着ていると考えている。
本作品は霊感に衝き動かされ高揚する3人の『預言者イザヤ』（Il profeta Isaia）、『預言者エゼキエル』（Il profeta Ezechiele）、『預言者ダニエル』（Il Profeta Daniele）の後に配置された。これら3人の預言者は唯一神のメッセージを受け取り、それを書きとるという本来の役割に沿って描かれたが、本作品のエレミヤはさらにその先に進み、沈黙と瞑想の中で瞑想に明け暮れている。エレミヤの両手の身振りも瞑想と死を同時に表しており、口を覆う右手は深い瞑想を表し、脱力した左手はミケランジェロの図像において死を表している。
またエレミヤは投獄された後に脱出したため、キリスト教ではキリストの復活の予告と見なされ、それゆえ初代教皇となった聖ペテロと比較された。まさしくこうした理由により、システィーナ礼拝堂では『預言者エレミヤ』は聖ペテロの後継者であり、サン・ピエトロ・ヴィンコリ教会の枢機卿であったユリウス2世の玉座の上に配置されたと思われる。エレミヤの頭上にある『太陽、月、植物の創造』（La Creazione degli astri e delle piante）はデッラ・ローヴェレ家の紋章を連想される木を含み、エレミヤの下にある同家出身のシクストゥス4世の要請で描かれたサンドロ・ボッティチェッリの『モーセの試練』（Le Prove di Mosè）は「燃える柴」の描写を含む。また「エミリヤ書」では「わたしがダビデのためにひとつの正しい枝を起こす日がくる」と預言されている。これらは樹木に関する普遍的な図像を通じて関連し、いずれもキリストの磔刑を予告している。
エレミアの図像はしばしばミケランジェロの自画像であると指摘されている。この図像はまたミケランジェロが天才的な創造性を意味する「メランコリー」の暗い欝病的な側面について知悉していたことを示している。
ミケランジェロは1538年頃に赤チョークで描いた素描『静寂の聖母』（Madonna del Silenzio）の聖ヨセフで再びエレミヤのポーズを使用した。

## 修復
1980年から1989年に行われた修復で過去の修復による加筆や変色したワニスが除去され、制作当時の色彩が取り戻された。

## ギャラリー

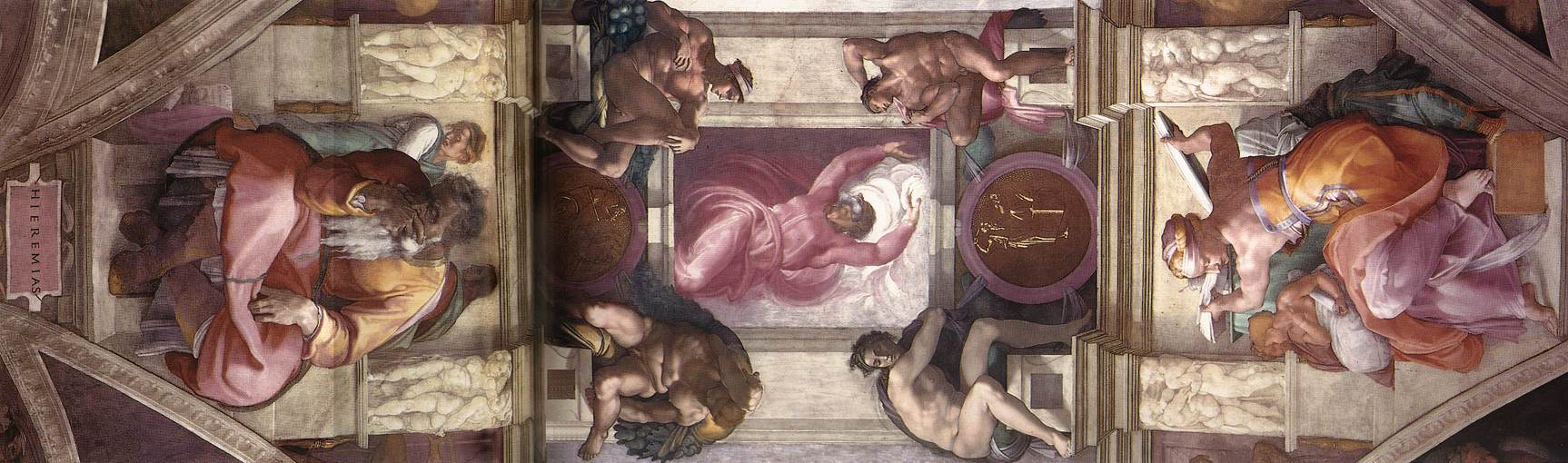
第1のベイは『光と闇の分離』およびその両側に『預言者エレミヤ』と『リビアの巫女』が描かれた。

関連する画像

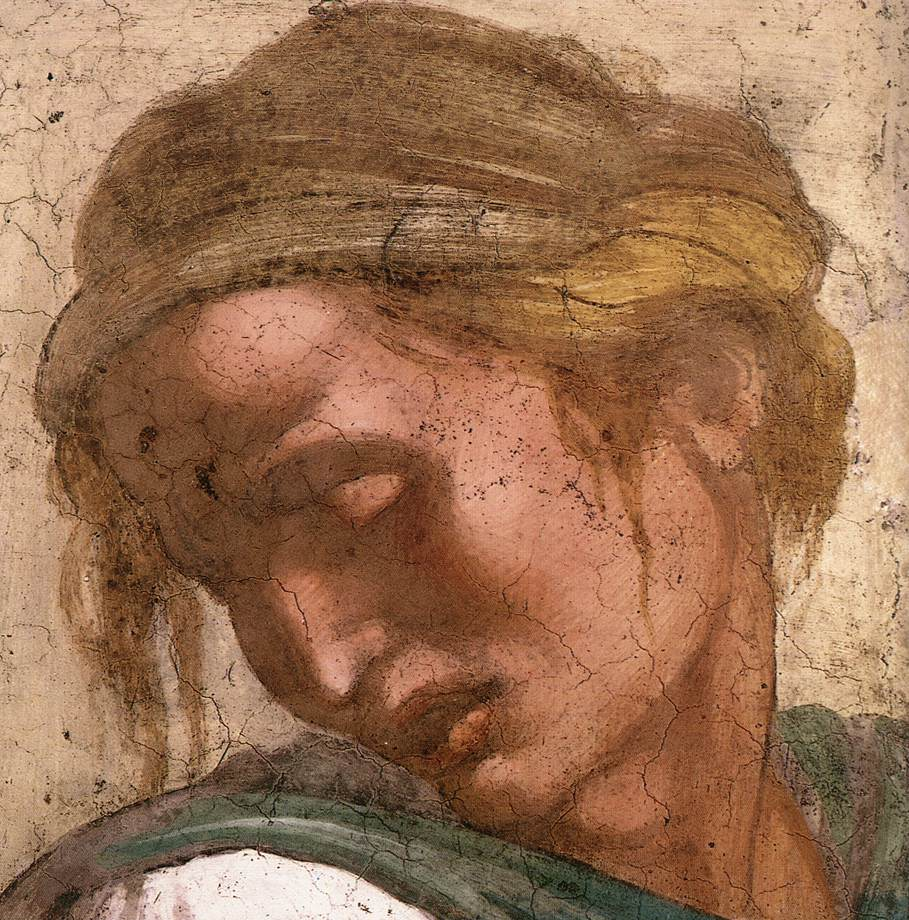
ディテール
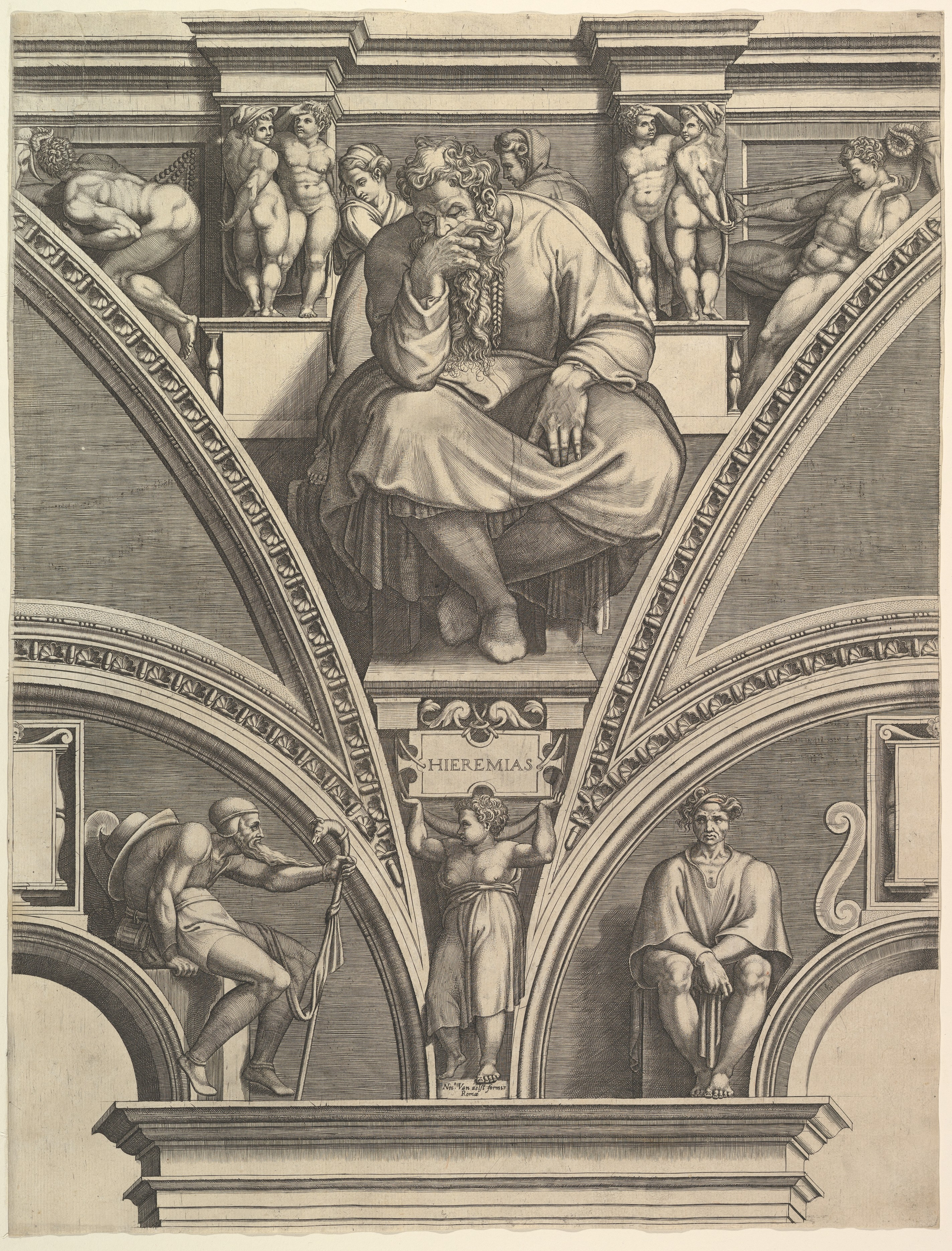
ジョルジョ・ギージによる版画
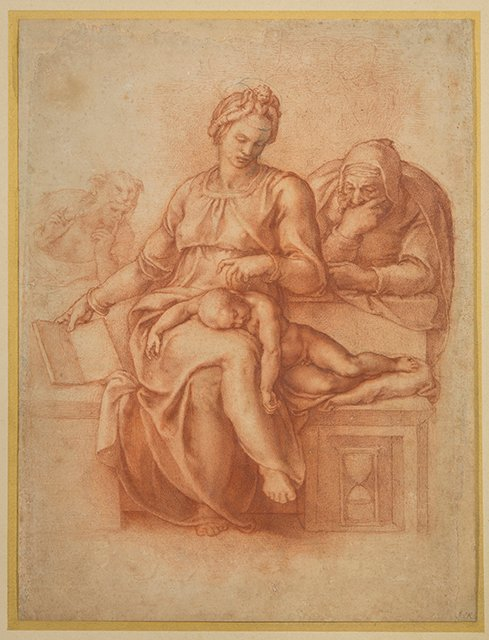
1538年頃の素描『静寂の聖母』ポートランド公爵所蔵